# Sarah Kate Ellis
Sarah Kate Ellis (New York, 27 de noviembre de 1971) es una ejecutiva de medios y periodista estadounidense.
Después de la graduación de Ellis de Russell Sage College en 1993 con un título en Sociología y una especialización en Estudios de la Mujer, comenzó su carrera en medios de comunicación a través del relanzamiento de House & Garden de Condé Nast.
En enero de 2014, Ellis fue nombrada presidenta y directora ejecutiva de GLAAD, la organización de defensa de los medios de comunicación de lesbianas, gays, bisexuales y transgénero (LGBT) más grande de Estados Unidos.

## Primeros años
Ellis nació y creció en Staten Island, donde asistió a Staten Island Academy. Ella y su hermano mayor Spencer fueron criados por sus padres, Barbara y Ken Ellis. Durante su juventud, Ellis fue atleta; participó en hockey sobre césped y fue nadadora en los Juegos Olímpicos Juveniles.[cita requerida] Mientras asistía a Russell Sage College, Ellis lideró una campaña mediática contra el intento de la administración del colegio de cerrar el único centro de mujeres en el campus y, en su último año de universidad, Ellis se declaró lesbiana. En 2011, Ellis fue seleccionada para asistir al programa de Educación Ejecutiva Tuck en la Escuela de Negocios Tuck del Dartmouth College y lo completó en 2012. 

## Activismo por los derechos LGBT
Ellis comenzó su activismo en 1992, cuando marchó a Washington para apoyar los derechos de las mujeres, y luego volvió a marchar en 1993 para apoyar los derechos de las personas LGBT. 
El 1 de enero de 2014, Ellis comenzó como presidenta y directora ejecutiva de GLAAD,la única organización estadounidense que trabaja para impulsar la igualdad de lesbianas, gays, bisexuales y transgénero (LGBT) a través del poder de los medios de comunicación.
Una de las primeras campañas que Ellis llevó a cabo en GLAAD fue la protesta de la organización en 2014 contra el Desfile del Día de San Patricio de la ciudad de Nueva York, específicamente la prohibición de participantes gays y lesbianas en el desfile. En un artículo del New York Daily News,Ellis escribió sobre su herencia irlandesa-estadounidense y su orientación sexual, y pidió a los organizadores del desfile que pusieran fin a la prohibición.

## Vida personal
En 2011, Ellis fue coautora de unas memorias con su esposa, Kristen Ellis-Henderson, titulada Times Two, Two Women in Love and the Happy Family They Made, publicada por Simon & Schuster. La autobiografía narra sus embarazos simultáneos y su camino hacia la maternidad; fue nominada al premio Stonewall Book Award. En 2013, la pareja apareció en la portada "El matrimonio gay ya ganó" de la revista TIME.
Ellis y su esposa también aparecieron en una sección especial de estilo del New York Times sobre el matrimonio igualitario tras su legalización en el estado de Nueva Yorky fueron los temas de la serie web documental de tres partes del Huffington Post titulada "Here Come the Brides". Fueron nombradas una de las parejas más cautivadoras de 2012por la revista GO y son madres de dos hijos. El matrimonio de Ellis fue la primera ceremonia matrimonial realizada para una pareja del mismo sexo en la Iglesia Episcopal del Estado de Nueva York.